# Iglesia de la Buena Muerte (Lima)
La iglesia y convento de la Buena Muerte es un conjunto arquitectónico de carácter religioso y de origen colonial en el sector de Barrios Altos, en la ciudad de Lima, capital del Perú. El templo actual fue construido a finales del siglo XIX y se encuentra bajo la advocación de Nuestra Señora de la Buena Muerte. Se encuentra en el cruce de los jirones Ancash y Paruro, y se encuentra diagonal a la iglesia de las Trinitarias.

## Historia
El sitio del edificio corresponde al lugar donde se instaló la Orden de la Buena Muerte, una organización hospitalaria establecida en la ciudad desde 1709. Esta contaba con un patrimonio 38 propiedades urbanas y rurales, entre ellas 1500 ha distribuidas en diferentes haciendas a algunos kilómetros de la capital.
El primer convento se terminó en 1742, pero fue arrasado por el terremoto de 1746. La construcción actual fue diseñada por el alarife Juan de la Roca y fue concluida en 1758.
Desde 1995, alberga el Centro de Humanización y Pastoral de Salud y el Hospital de San Camilo.

## Arquitectura
El primer templo católico construido en el lugar fue una simple capilla que data del siglo XVII.  El templo actual está construido en estilos rococó y neoclásico. Está elevado unos centímetros del nivel del suelo y cuenta con unas escaleras de piedra.
La Plazuela de la Buena Muerte y de Trinitarias hace las veces de atrio de la iglesia. Esta tiene una planta rectangular con una sola nave y sin capillas hornacinas laterales. Su techo es una bóveda de cañón y sobre el crucero tiene una cúpula coronada por una linterna. El ingreso del edificio tiene la particularidad de que se realiza por una portada neoclásica por el lado del crucero, que también cuenta con otra salida hacia portería de la enfermería.
Al antiguo convento se accede a través de una anteportería y de una portería por el jirón Paruro. Este tiene tres patios (el principal, el del noviciado y la enfermería) rodeados por galerías con claustros.

## Arte religioso
La iglesia cuenta con obras de arte religioso, entre las que se destaca los cuadros Nuestra Señora de la Buena Muerte y Apoteosis de San Camilo de Cristóbal de Lozano, quien también elaboró dos cuadros inspirados en el padre Carami.

## Galería

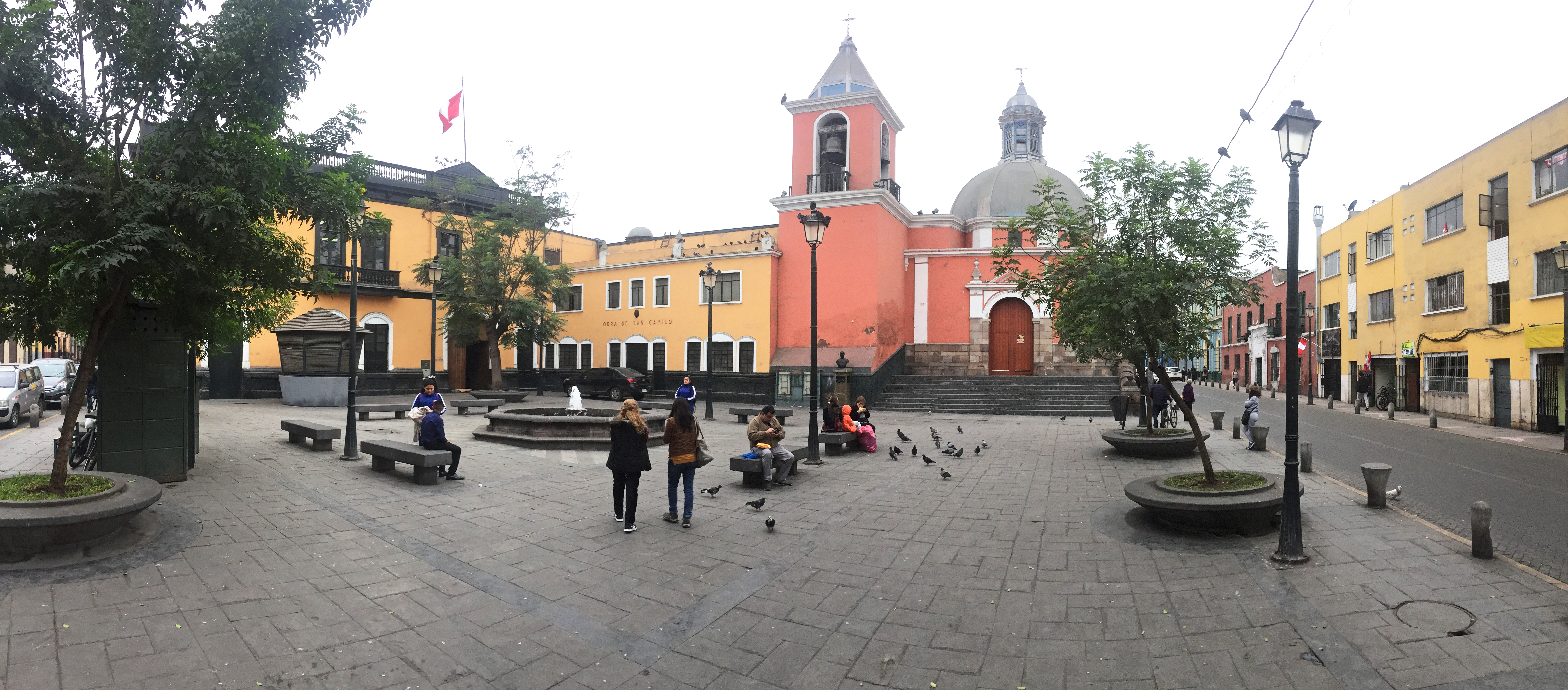
Plazuela de la Buena Muerte y de Trinitarias